# Letnie Mistrzostwa Rosji w Skokach Narciarskich 2018
Letnie Mistrzostwa Rosji w Skokach Narciarskich 2018 – rozgrywane na olimpijskich obiektach w Soczi w dniach 7–10 października zawody mistrzostw Rosji, mające za zadanie wyłonić najlepszych skoczków w kraju na igielicie.
Mistrzostwo na skoczni normalnej w kategorii kobiet wywalczyła Lidija Jakowlewa, która w obu seriach oddała najdalszy skok. Srebro przyznano sklasyfikowanej na drugiej pozycji Sofji Tichonowej, która straciła do zwyciężczyni ponad szesnaście punktów. Trzecie miejsce zajęła straciwszy niespełna jedenaście oczek do drugiego miejsca Anna Szpyniowa. Na czwartym miejscu uplasowała się obrończyni tytułu Irina Awwakumowa, której do podium zabrakło ledwie dwie dziesiąte punktu. Podobnie jak przed rokiem w rywalizacji pań na starcie pojawiło się piętnaście zawodniczek.
Wśród mężczyzn złoto na skoczni normalnej otrzymał Jewgienij Klimow, któremu jako jedynemu udało się dolecieć do rozmiaru skoczni w zawodach. Miejsce drugie zajął Michaił Maksimoczkin ze stratą prawie trzynastu punktów do triumfatora. Podium zmagań uzupełnił będący sklasyfikowany na miejscu trzecim Dmitrij Wasiljew. Obrońca tytułu sprzed roku Dienis Korniłow zajął dopiero szóstą lokatę. W zawodach łącznie wystartowało pięćdziesięciu pięciu zawodników.
9 października przeniesiono się na dużą skocznię, w której znów bezkonkurencyjny okazał się Klimow, srebrny medal zdobył Wasiljew, natomiast trzecie miejsce zajął Maksim Siergiejew. Dzień później odbyła się ostatnia konkurencja mistrzostw – konkurs drużynowy, który tak jak przed rokiem wygrał zespół z obwodu moskiewskiego, lecz tym razem samodzielnie. Kolejne pozycje zajęły drużyny z obwodu niżnowogrodzkiego i Tatarstanu.

## Wyniki

### Mężczyźni
| Msc. | Zawodnik             | Podmiot             | I seria | II seria | Punkty |
| ---- | -------------------- | ------------------- | ------- | -------- | ------ |
| 1.   | Jewgienij Klimow     | O. moskiewski       | 104,0 m | 106,0 m  | 274,3  |
| 2.   | Michaił Maksimoczkin | O. niżnonowogrodzki | 100,5 m | 105,5 m  | 261,5  |
| 3.   | Dmitrij Wasiljew     | O. moskiewski       | 99,0 m  | 100,0 m  | 257,2  |
| 4.   | Maksim Siergiejew    | Tatarstan           | 95,0 m  | 101,5 m  | 250,2  |
| 5.   | Aleksandr Bażenow    | O. sachaliński      | 98,0 m  | 98,5 m   | 248,7  |
| 6.   | Dienis Korniłow      | O. niżnonowogrodzki | 96,5 m  | 98,0 m   | 247,2  |
| 7.   | Danił Sadriejew      | Tatarstan           | 98,5 m  | 98,0 m   | 245,2  |
| 8.   | Michaił Nazarow      | O. moskiewski       | 101,5 m | 95,5 m   | 244,1  |
| 9.   | Ilmir Chazietdinow   | O. moskiewski       | 96,5 m  | 95,0 m   | 240,0  |
| 10.  | Zachir Dżafarow      | O. niżnonowogrodzki | 95,5 m  | 97,0 m   | 239,7  |
| ...  |                      |                     |         |          |        |

| Msc. | Zawodnik             | Podmiot             | I seria | II seria | Punkty |
| ---- | -------------------- | ------------------- | ------- | -------- | ------ |
| 1.   | Jewgienij Klimow     | O. moskiewski       | 141,0 m | 133,0 m  | 276,4  |
| 2.   | Dmitrij Wasiljew     | O. moskiewski       | 134,0 m | 134,0 m  | 258,7  |
| 3.   | Maksim Siergiejew    | Tatarstan           | 135,5 m | 128,0 m  | 250,2  |
| 4.   | Michaił Maksimoczkin | O. niżnonowogrodzki | 129,0 m | 125,0 m  | 242,4  |
| 5.   | Dienis Korniłow      | O. niżnonowogrodzki | 129,5 m | 120,5 m  | 232,9  |
| 6.   | Ilmir Chazietdinow   | O. moskiewski       | 125,5 m | 121,5 m  | 232,0  |
| 7.   | Jegor Usaczow        | O. permski          | 132,0 m | 123,0 m  | 231,2  |
| 8.   | Zachir Dżafarow      | O. niżnonowogrodzki | 125,0 m | 120,0 m  | 216,8  |
| 9.   | Michaił Purtow       | O. swierdłowski     | 130,5 m | 114,5 m  | 216,1  |
| 10.  | Danił Sadriejew      | Tatarstan           | 125,5 m | 122,0 m  | 215,5  |
| ...  |                      |                     |         |          |        |

#### Konkurs drużynowy – 10 października 2018 – HS140
| Msc. | Podmiot                | Zawodnicy                                                            | I seria                         | II seria                        | Punkty |
| ---- | ---------------------- | -------------------------------------------------------------------- | ------------------------------- | ------------------------------- | ------ |
| 1.   | O. moskiewski I        | Michaił Nazarow Ilmir Chazietdinow Dmitrij Wasiljew Jewgienij Klimow | 129,0 m 122,0 m 125,5 m 138,5 m | 133,0 m 125,5 m 130,5 m 136,5 m | 911,6  |
| 2.   | O. niżnonowogrodzki I  | Dienis Korniłow Roman Trofimow Zachir Dżafarow Michaił Maksimoczkin  | 126,5 m 124,0 m 116,5 m 121,5 m | 131,5 m 124,0 m 116,5 m 124,5 m | 814,0  |
| 3.   | Tatarstan              | Artiom Riedżepow Aleksandr Łoginow Danił Sadriejew Maksim Siergiejew | 112,5 m 121,0 m 123,0 m 133,0 m | 110,0 m 125,0 m 110,5 m 125,5 m | 754,9  |
| 4.   | O. permski             | Jegor Usaczow Władisław Mustafin Konstantin Pietrow Oleg Pawlenko    | 129,0 m 119,0 m 107,0 m 104,0 m | 128,5 m 118,0 m 111,5 m 102,0 m | 694,1  |
| 5.   | O. niżnonowogrodzki II | Wasilij Niegriebiecki Aleksandr Sardyko Siergiej Szułajew Iwan Łanin | 115,5 m 116,0 m 112,0 m 116,5 m | 118,0 m 116,5 m 112,5 m         | 682,3  |
| ...  |                        |                                                                      |                                 |                                 |        |

### Kobiety

#### Konkurs indywidualny – 7 października 2018 – HS106
| Msc. | Zawodniczka          | Podmiot         | I seria | II seria | Punkty |
| ---- | -------------------- | --------------- | ------- | -------- | ------ |
| 1.   | Lidija Jakowlewa     | Petersburg      | 96,0 m  | 95,0 m   | 236,6  |
| 2.   | Sofja Tichonowa      | Petersburg      | 92,5 m  | 93,5 m   | 220,4  |
| 3.   | Anna Szpyniowa       | Petersburg      | 88,5 m  | 92,0 m   | 209,7  |
| 4.   | Irina Awwakumowa     | O. moskiewski   | 89,0 m  | 91,5 m   | 209,5  |
| 5.   | Aleksandra Barancewa | O. moskiewski   | 90,0 m  | 88,5 m   | 205,7  |
| 6.   | Marija Jakowlewa     | Petersburg      | 86,5 m  | 90,5 m   | 200,6  |
| 7.   | Aleksandra Kustowa   | O. moskiewski   | 87,5 m  | 89,0 m   | 194,4  |
| 8.   | Stiefanija Nadymowa  | O. permski      | 87,5 m  | 88,0 m   | 191,5  |
| 9.   | Ksienija Kabłukowa   | O. permski      | 82,0 m  | 88,5 m   | 184,7  |
| 10.  | Alina Borodina       | O. swierdłowski | 81,5 m  | 84,5 m   | 170,4  |
| ...  |                      |                 |         |          |        |